# ライスヴォイ・ジュモニヤ
『ライスヴォイ・ジュモニヤ』（リトアニア語: Laisvoji žmonija）は、リトアニア系アメリカ人アナーキストらによって発行されていた雑誌。1911年から1913年までシカゴで発行されていた。編集長はドミニンカス・ケリャウニンカス（通名：S・ラウキス）。